# Bernd Gleissner
Bernd Gleissner ist ein deutscher Pokerspieler. Er gewann 2023 ein Bracelet bei der World Series of Poker Europe.

## Persönliches
Gleissner arbeitet hauptberuflich als Sägewerksmeister und stammt aus Bärnau.

## Pokerkarriere
Seine erste Geldplatzierung bei einem Live-Pokerturnier erzielte Gleissner Ende August 2009 in Graz. Ende September 2010 musste er sich bei einem Heads-Up-Turnier der European Poker Tour (EPT) in London lediglich Annette Obrestad geschlagen geben und erhielt 60.000 Pfund Sterling. Im King’s Resort in Rozvadov gewann der Deutsche mit dem High Roller der German Championship of Poker Mitte März 2011 sein erstes Live-Event und sicherte sich den Hauptpreis von 15.000 Euro. Bei der EPT London spielte er sich Anfang Oktober 2011 erneut ins Finale des Heads-Up-Turniers und setzte sich dort gegen Fabrizio González durch, was ihm eine Siegprämie von 70.000 Pfund einbrachte. Im April 2012 entschied Gleissner bei der EPT in der Spielbank Berlin ein Turboturnier für sich und erhielt knapp 30.000 Euro. Im Juni 2017 war er erstmals bei der World Series of Poker im Rio All-Suite Hotel and Casino in Paradise am Las Vegas Strip erfolgreich und kam bei vier Turnieren der Variante No Limit Hold’em in die Geldränge. Bei der World Series of Poker Europe (WSOPE) in Rozvadov erreichte der Deutsche Ende Oktober 2017 einen Finaltisch beim Super Turbo Bounty. Bei der WSOPE 2021 und 2022 erzielte er jeweils eine Geldplatzierung im Main Event. Bei der WSOPE 2023 gewann Gleissner das Turbo Freezeout und wurde mit 46.700 Euro sowie einem Bracelet prämiert.
Insgesamt hat sich Gleissner mit Poker bei Live-Turnieren mehr als 650.000 US-Dollar erspielt.